# Кеселдорф
Кеселдорф (фр. Kesseldorf) насеље је и општина у Француској у региону Алзас, у департману Доња Рајна.
По подацима из 2006. године у општини је живело 407 становника, а густина насељености је износила 56 становника/km².

## Демографија
| 1962. | 1968. | 1975. | 1982. | 1990. | 2006. | 2011. |
| ----- | ----- | ----- | ----- | ----- | ----- | ----- |
| 306   | 307   | 332   | 320   | 317   | 407   | 434   |